# Алюзія

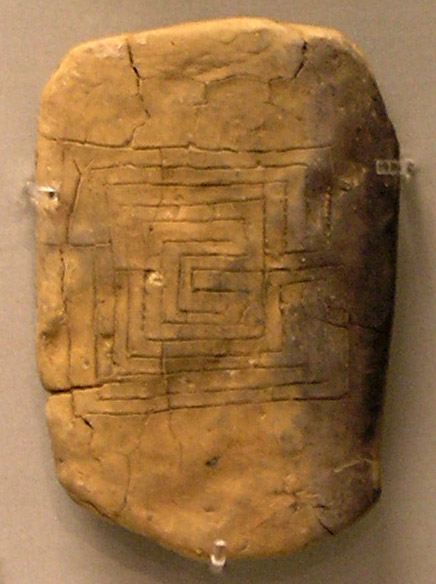
Тильна сторона глиняної таблички з Пілосу, на якій зображений мотив лабіринту — натяк на міфологічну боротьбу Тесея і Мінотавра.

Алю́зія (лат. allusio — натяк, жарт) — художньо-стилістична фігура, що містить указівку, аналогію чи натяк на історичний, міфологічний, літературний, політичний чи побутовий факт. Основою аналогії або натяку, що утворюють алюзію, зазвичай є загальновідомий історичний вислів або крилата фраза («Прокрустове ложе», «Рубікон перейдено» тощо).
Алюзія є інтертекстуальним прийомом, одним зі способів розгляду твору в межах літературної традиції. Поняття алюзії в літературі трактують і ширше — як особливий різновид алегорії, в основі якої конкретні факти й події історії та мистецтва: Ганнібалова клятва, Архімедів важіль, вічний революціонер.
На відміну від ремінісценції, алюзія потребує «надчитача», який помітить, прочитає, зіставить із першоджерелом та зрозуміє натяк. Розпізнавати алюзії може лише високоінтелектуальна людина.
|                                             | Пам'ять в'яже в нашій свідомості (а то й в підсвідомості) величезну нерозривну сітку вражень, що починає вся вібрувати при найменшому дотикові. Якесь слово, навмисне чи не навмисне кинене, викликає негайно цілу низку образів з ним тісно пов'язаних. І що більше людина культурна, то чуйність цієї сітки робиться більшою. |
| — Є. Онацький, Українська мала енциклопедія | |

## Функції алюзії

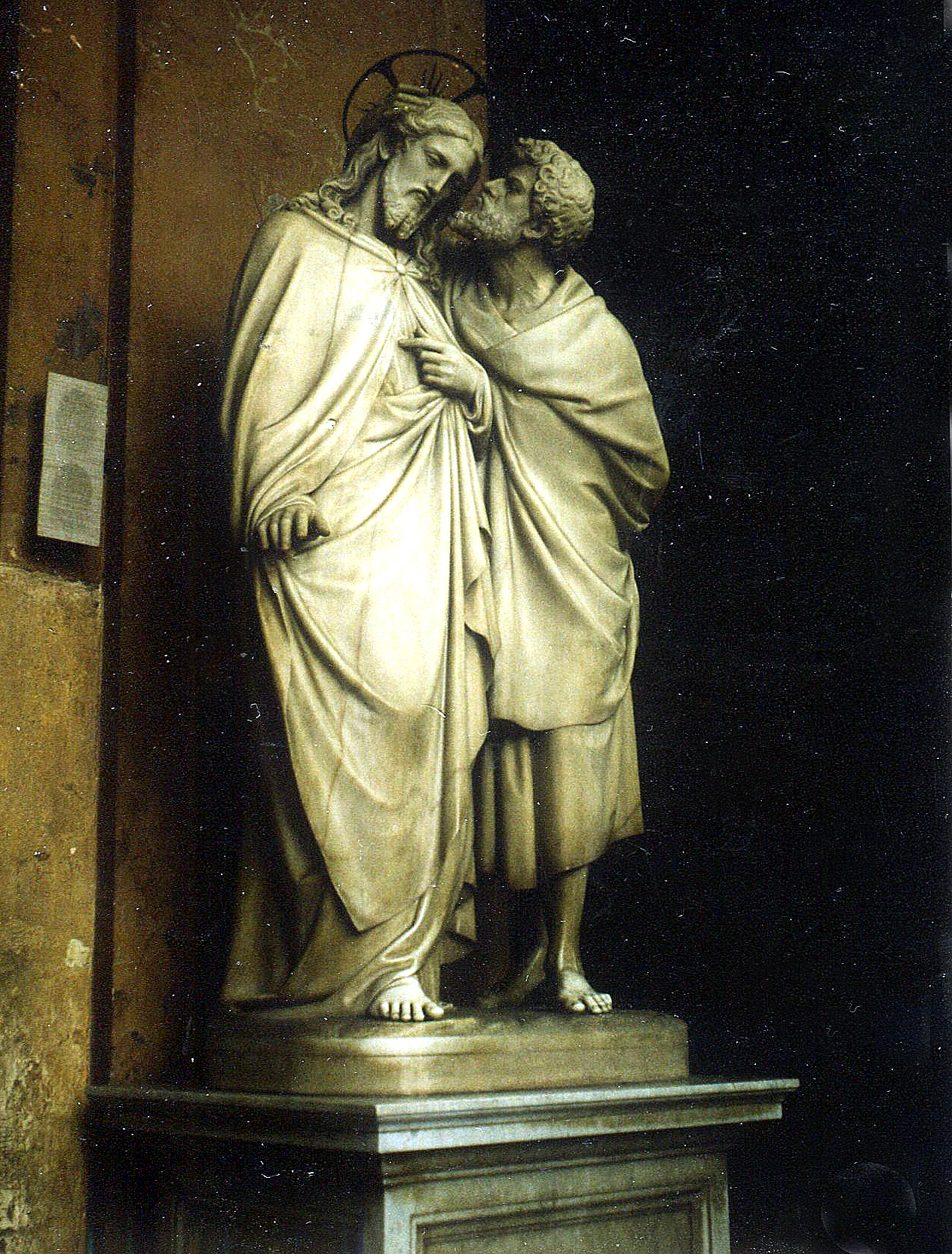
Поцілунок Юди — скульптурна група Латеранської базиліки (Рим).

Н. Глінка та А. Мачулянська виокремили такі функції алюзії:
- естетико-пізнавальна;
- оцінно-характеризувальна;
- емотивно-експресивна;
- функція підтексту.

### Валерій Шевчук «Зачинені двері власного "Я"»

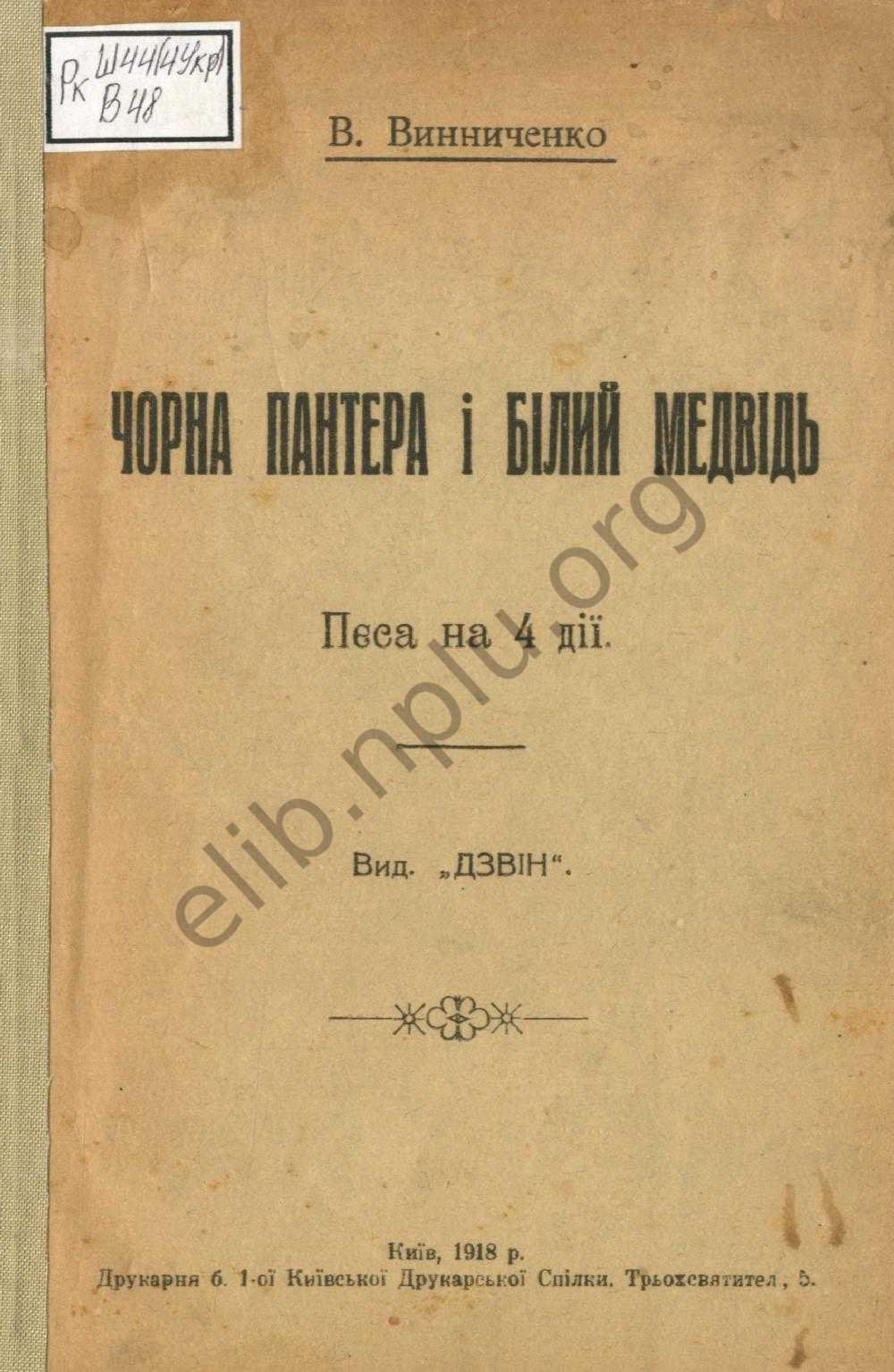
Перше видання драми Володимира Винниченка «Чорна Пантера і Білий Ведмідь» (Київ, видавництво «Дзвін», 1918 р.)

### Олександр Ільченко «Козацькому роду нема переводу, або ж Мамай і Чужа Молодиця»

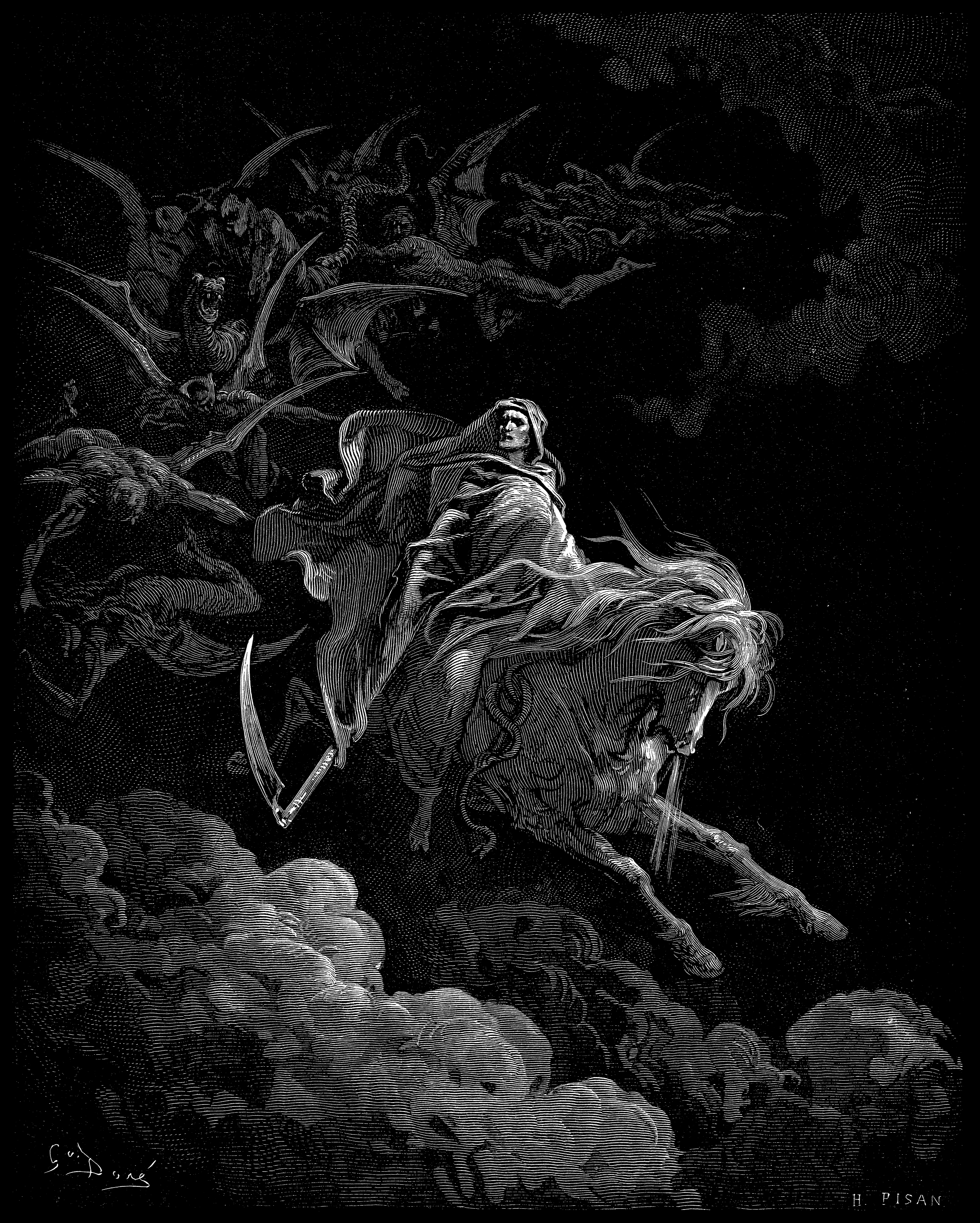
«Смерть на блідому коні», 1865. Картина Гюстава Доре.